# Перелік ударів по житловій забудові під час російського вторгнення (травень 2025)
Удари по житловій забудові України під час російсько-української війни — воєнний злочин, скоєний російськими військовими під час повномасштабного військового вторгнення в Україну.
У переліку подано інформацію про удари по житловій та громадській забудові, а також обстріли відкритої території у яких відомо про цивільні втрати. Подано інформацію про атаки протягом травня 2025 року, яка була опублікована у відкритих джерелах.

## Загальна інформація
Згідно моніторингової місії ООН з прав людини в Україні відомо про 183 загиблих цивільних українців протягом травня 2025 року.

### Руйнування населених пунктів прилеглих до лінії зіткнення
У населених пунктах які знаходяться біля лінії бойового зіткнення, постійно відбуваються обстріли житлової та іншої цивільної забудови (у тому числі медичних установ, навчальних закладів, комерційної забудови). Впродовж травня 2025 року, обстріли відбувалися вздовж прикордонних громад Чернігівщини, Сумщини, та Харківщини, а також громад Запорізької, Дніпропетровської, Херсонської та Миколаївської областей із використанням ракет, безпілотників, мінометів, артилерії, реактивних систем залпового вогню, вогнем бронетехніки та стрілецької зброї.
Вздовж державного кордону:
- У Чернігівській області — Корюківська, Новгород-Сіверська, Семенівська, Сновська громади.
- У Сумській області — Білопільська, Великописарівська, Глухівська, Краснопільська, Миропільська, Новослобідська, Путивльська, Хотінська, Юнаківська громади.
- У Харківській області — Вільхуватська, Вовчанська, Дворічанська, Дергачівська, Золочівська, Липецька громади

Між тимчасово окупованою територією:
- У Харківській області — Борівська, Дворічанська, Ізюмська, Кіндрашівська, Куп'янська, Курилівська, Оскільська, Петропавлівська громади
- У Луганській області — Красноріченська, Лисичанська громади
- У Донецькій області — Званівська, Сіверська громади
- У Запорізькій області —
- У Херсонській області —
- У Миколаївській області —

## Перелік атак
Червоним кольором позначені атаки у яких відомо про загибель людей.
| дата і місце | дата і місце                                | тип зброї         | подробиці атаки, жертви (загиблі/поранені)                                       | подробиці атаки, жертви (загиблі/поранені) |
| ------------ | ------------------------------------------- | ----------------- | -------------------------------------------------------------------------------- | ------------------------------------------ |
| 01/05        | Одеса                                       | Shahed 136        | атаковані житлові будинки, колія та вагони                                       | 2/5                                        |
| 01/05        | Донецька обл.                               | авіабомбовий удар | пошкоджені багатоквартирні житлові будинки                                       | 2/1                                        |
| 01/05        | Київ                                        | Shahed 136        | вибухнув збитий дрон у житловій забудові                                         | 0/1                                        |
| 01/05        | Київська обл.                               | Shahed 136        | пошкоджені приватні будинки, авто, господарчі споруди                            | —                                          |
| 01/05        | Харків                                      | Shahed 136        | влучання у АЗС                                                                   | —                                          |
| 01/05        | Харківська обл., Васищеве                   | Shahed 136        | атаковано територію цивільних підприємств                                        | —                                          |
| 01/05        | Херсонська обл., Антонівка                  | БпЛА              | атаковано цивільних у житловій забудові населеного пункту                        | 0/1                                        |
| 02/05        | Харківська обл., Купʼянськ                  | авіабомбовий удар | зруйнувано будівлю комунального підприємства                                     | 2/0                                        |
| 02/05        | Донецька обл., Клинове                      | авіабомбовий удар | пошкоджено житловий будинок                                                      | 1/0                                        |
| 02/05        | Донецька обл., Новохатське                  | авіабомбовий удар | атаковано житлові будинки, церкву та адмінбудівлі                                | 3/0                                        |
| 02/05        | Дніпропетровська обл., Новопавлівка         | авіабомбовий удар | зруйнована будівля навчального закладу                                           | —                                          |
| 02/05        | Дніпропетровська обл., Нікопольський р-н    | БпЛА              | пошкоджені чотири оселі, адмінбудівля, інфраструктура                            | 0/4                                        |
| 02/05        | Запоріжжя                                   | Shahed 136        | пошкоджені житлові будинки, університет та обʼєкт інфраструктури                 | 0/31                                       |
| 02/05        | Донецька обл., Костянтинівка                | артобстріл        | зруйновано житловий будинок, магазин, кав’ярню, аптеку, промислові приміщення    | 0/2                                        |
| 03/05        | Харківська обл., Борова                     | авіабомбовий удар | зруйновані житлові будинки та цивільна інфраструктура                            | 1/0                                        |
| 03/05        | Харків                                      | Shahed 136        | атака житлової та цивільної забудови                                             | 0/51                                       |
| 03/05        | Великий Бурлук                              | авіабомбовий удар | пошкоджений житловий будинок, адмінбудівлі, торгівельні заклади                  | 0/2                                        |
| 03/05        | Купʼянськ                                   | авіабомбовий удар | уражено будівлю державної пожежно-рятувальної частини ДСНС                       | —                                          |
| 03/05        | Херсон                                      | БпЛА              | атаковано цивільних у житловій забудові Центрального району міста                | 0/2                                        |
| 04/05        | Київ                                        | Shahed 136        | пошкоджені приватні будинки, ТРЦ, авто                                           | 0/11                                       |
| 04/05        | Черкаси                                     | Shahed 136        | уражене житло, склад, дачний будинок                                             | 0/1                                        |
| 04/05        | Дніпропетровська обл., Дніпровський р-н     | Shahed 136        | пошкоджене сільськогосподарське підприємство                                     | —                                          |
| 04/05        | Харківська обл.                             | Shahed 136        | пошкоджено обʼєкти цивільної інфраструктури                                      | —                                          |
| 04/05        | Харківська обл., Ізюм                       | Shahed 136        | дрон знищив депо Нової пошти                                                     | —                                          |
| 04/05        | Харківська обл., Купʼянськ                  | артобстріл        | пошкоджені житлові будинки та цивільна інфраструктура                            | 0/2                                        |
| 04/05        | Запорізька обл., Оріхів                     | 2 поранено        | внаслідок ударів зруйновані житлові будинки                                      | 0/2                                        |
| 04/05        | Донецька обл., Слов'янськ                   | Shahed 136        | атакована будівельна база та техніка                                             | —                                          |
| 05/05        | Донецька обл.,Іванопілля                    | артобстріл        | пошкоджені приватні житлові будинки                                              | 1/0                                        |
| 05/05        | Херсонська обл., Томина Балка               | артобстріл        | обстріляний приватний житловий будинок, загинув 72-річний пенсіонер              | 1/0                                        |
| 05/05        | Харківська обл., Купʼянськ                  | БпЛА              | російський дрон влучив у цивільне авто                                           | 0/1                                        |
| 05/05        | Донецька обл., Мирноград                    | БпЛА              | атака FPV-дроном по цивільному автомобілю                                        | 0/3                                        |
| 05/05        | Донецька обл., Новодонецьке                 | БпЛА              | атака по багатоквартирному житловому будинку                                     | 0/3                                        |
| 06/05        | Донецька обл., Краматорськ                  | артобстріл        | обстріляна промислова та цивільна забудова                                       | 1/2                                        |
| 06/05        | Херсонська обл., Комишани                   | артобстріл        | відомо про атаку житлового кварталу                                              | 1/0                                        |
| 06/05        | Одеська обл., Одеський р-н                  | Shahed 136        | зруйновано цивільну інфраструктуру                                               | 1/0                                        |
| 06/05        | Сумська обл., Білопілля                     | авіабомбовий удар | пошкоджено понад три десятки домогосподарств, об’єкти інфраструктури             | —                                          |
| 06/05        | Харків                                      | Shahed 136        | атакований ринок, ТРЦ, житло, приватне підприємство                              | 0/4                                        |
| 06/05        | Донецька обл., Костянтинівка                | авіабомбовий удар | пошкоджена інфраструктура, шляхопровід, ЛЕП                                      | —                                          |
| 06/05        | Донецька обл., Добропілля                   | Shahed 136        | уражено храм Української Православної Церкви                                     | —                                          |
| 07/05        | Київ                                        | Shahed 136        | уражені житлові будинки, офіси, інфраструктура                                   | 2/8                                        |
| 07/05        | Сумська обл., Велика Чернеччина             | ракетний удар     | удар по по цивільній інфраструктурі, пошкоджені житлові будинки, ЛЕП             | 3/4                                        |
| 07/05        | Черкаська обл., Дмитрушки                   | Shahed 136        | пошкоджено корпус навчального закладу та житловий будинок                        | 0/1                                        |
| 07/05        | Київська обл., Бучанський р-н               | Shahed 136        | пошкоджений недобудований будинок, авто                                          | —                                          |
| 07/05        | Дніпропетровська обл., Покровське           | авіабомбовий удар | пошкоджено житлові будинки, газогін та ЛЕП                                       | 0/8                                        |
| 07/05        | Дніпропетровська обл., Новопавлівка         | авіабомбовий удар | пошкоджені 4 приватні будинки і продуктовий магазин                              | 0/1                                        |
| 07/05        | Запоріжжя                                   | Shahed 136        | удар по обʼєкту інфраструктури та житлу                                          | 0/4                                        |
| 07/05        | Донецька обл., Костянтинівка                | авіаудар          | пошкоджено 28 приватних будинків, адмінбудівлю та три підприємства               | 0/3                                        |
| 07/05        | Донецька обл., Костянтинівка                | авіабомбовий удар | росіяни скинули авіабомбу на багатоповерхівку                                    | 0/12                                       |
| 08/05        | Сумська обл., Миколаївка                    | авіабомбовий удар | зруйновано і пошкоджено приватні житлові будинки                                 | 1/2                                        |
| 08/05        | Харківська обл., Великі Проходи             | БпЛА              | окупанти атакували дроном цивільне авто, постраждали три жінки                   | 0/3                                        |
| 09/05        | Сумська обл., Річки                         | авіабомбовий удар | атаковані приватні домогосподарства                                              | 1/0                                        |
| 11/05        | Київська обл.                               | Shahed 136        | пошкоджено житлові та дачні будинки                                              | 0/1                                        |
| 11/05        | Сумська обл., Попівка                       | Shahed 136        | пошкоджено нежитлові приміщення                                                  | —                                          |
| 11/05        | Харківська обл., Купʼянськ                  | авіабомбовий удар | пошкоджені житлові будинки та авто                                               | 0/2                                        |
| 11/05        | Харківська обл., Благодатівка               | авіаудар          | пошкоджено та зруйновано обʼєкти цивільної інфраструктури                        | 0/2                                        |
| 12/05        | Сумська обл., Сумський р-н                  | БпЛА              | російський БпЛА атакував автомобіль енергетиків АТ «Сумиобленерго»               | 1/3                                        |
| 12/05        | Одеська обл., Білгород-Дністровський        | Shahed 136        | пошкоджено приватні житлові будинки, адмінбудівля, пожежна частина               | 0/1                                        |
| 12/05        | Донецька обл.                               | БпЛА              | росіяни атакували цивільний потяг, поранили машиніста                            | 0/1                                        |
| 13/05        | Дніпропетровська обл., Нікопольський р-н    | РСЗВ              | пошкоджено приватний житловий будинок                                            | —                                          |
| 13/05        | Запорізька обл.                             | БпЛА              | дрон атакував автівку в прифронтовій громаді, поранено 72-річного чоловіка       | 0/1                                        |
| 13/05        | Донецька обл., Покровськ                    | авіаудар, БпЛА    | російські окупанти обстріляли приватний сектор                                   | 0/3                                        |
| 14/05        | Сумська обл., Сумський р-н                  | БпЛА              | атаковано безпілотником цивільний вантажний автомобіль                           | 1/2                                        |
| 14/05        | Харківська обл., Купʼянськ                  | авіаудар          | авіаційний удар по приватному житловому сектору                                  | 1/0                                        |
| 14/05        | Рівненська обл.                             | Shahed 136        | незначні руйнування цивільної інфраструктури                                     | —                                          |
| 14/05        | Дніпропетровська обл., Нікопольський р-н    | артобстріл, БпЛА  | пошкоджено магазини, спортклуб та 2 багатоповерхівки                             | —                                          |
| 14/05        | Сумська обл., Кролевець                     | Shahed 136        | пошкоджені приватні будинки, СТО та кафе                                         | —                                          |
| 14/05        | Харківська обл., Олександрівка              | Shahed 136        | атаковані житлові будинки, гараж, автотехніка                                    | 0/3                                        |
| 14/05        | Херсон                                      | БпЛА              | російські окупаційні війська скидали вибухівку з БпЛА на цивільні обʼєкти        | 0/1                                        |
| 14/05        | Херсонська обл., Білозерка                  | БпЛА              | російські окупаційні війська скидали вибухівку з БпЛА на цивільні обʼєкти        | 0/1                                        |
| 15/05        | Київська обл., Вишгородський р-н            | Shahed 136        | пожежа в недобудованому приватному будинку                                       | —                                          |
| 15/05        | Київська обл., Фастівський р-н              | Shahed 136        | пошкоджено два приватних будинки                                                 | —                                          |
| 15/05        | Полтавська обл., Лубенський р-н             | Shahed 136        | уражено приватне домоволодіння та авто                                           | —                                          |
| 15/05        | Дніпропетровська обл., Межова               | РСЗВ, БпЛА        | пошкоджено десяток приватних будинків, магазини, авто                            | —                                          |
| 15/05        | Дніпропетровська обл., Нікопольський р-н    | артобстріл, БпЛА  | уражена багатоповерхівка і дитсадок                                              | —                                          |
| 15/05        | Сумська обл., Велика Чернеччина             | Shahed 136        | удар по цивільній інфраструктурі                                                 | —                                          |
| 15/05        | Херсонська обл., Бериславський р-н          | БпЛА              | росіяни атакували з дрона авто з гуманітарною допомогою                          | 0/1                                        |
| 16/05        | Одеська обл.                                | Shahed 136        | пошкоджено житлові будинки, авто                                                 | 1/2                                        |
| 16/05        | Харківська обл., Купʼянськ                  | БпЛА              | російські військові вранці атакували авто комунальників                          | 1/4                                        |
| 16/05        | Херсонська обл., Берислав                   | БпЛА              | військові РФ атакували з БпЛА одну з вулиць у місті, постраждали цивільні        | 1/1                                        |
| 16/05        | Донецька обл., Костянтинівка                | БпЛА              | росіяни атакували цивільний автомобіль посеред вулиці житлового кварталу         | 2/3                                        |
| 16/05        | Київ                                        | Shahed 136        | уламками пошкоджено котельню, житло, авто                                        | —                                          |
| 16/05        | Київська обл., Білоцерківський р-н          | Shahed 136        | уражено адмінбудівлю, житло, магазин                                             | —                                          |
| 16/05        | Київська обл., Бучанський р-н               | Shahed 136        | пошкоджено приватний будинок                                                     | —                                          |
| 16/05        | Чернігівська обл., Мена                     | Shahed 136        | уражено об’єкт критичної інфаструктури та ангар                                  | —                                          |
| 16/05        | Чернігівська обл., Іванківці                | Shahed 136        | удар по житловому будинку                                                        | —                                          |
| 16/05        | Дніпропетровська обл., Нікопольський р-н    | РСЗВ, БпЛА        | пошкоджено підприємства, житлові будинки, освітні заклади та храм                | —                                          |
| 16/05        | Харківська обл., Кутьківка                  | артобстріл        | відомо про обстріл житлової забудови населеного пункту                           | 0/3                                        |
| 16/05        | Херсон                                      | артобстріл        | соцпрацівники потрапили під обстріл під час завантаження гуманітарної допомоги   | 0/1                                        |
| 16/05        | Херсонська обл.                             | артобстріл, БпЛА  | пошкоджені 2 багатоквартирних і 10 приватних будинків, АЗС, інфраструктура, авто | 0/10                                       |
| 16/05        | Донецька обл., Краматорськ                  | БпЛА              | росіяни атакували промислову зону міста                                          | —                                          |
| 16/05        | Донецька обл.                               | —                 | руйнувань зазнали 103 цивільних об'єкти, з них 66 житлові будинки                | —                                          |
| 17/05        | Сумська обл., Білопілля                     | БпЛА              | російські військові атакували рейсовий автобус                                   | 9/7                                        |
| 17/05        | Херсонська обл.                             | артобстріл, БпЛА  | пошкоджені багатоквартирний і 3 приватних будинки                                | 0/8                                        |
| 17/05        | Запорізька обл.                             | авіаудар, БпЛА    | руйнування квартир, об'єкта інфраструктури                                       | 0/3                                        |
| 18/05        | Київська обл., Обухівський р-н              | Shahed 136        | пошкоджені багатоквартирний і приватний будинки                                  | 1/3                                        |
| 18/05        | Херсонська обл.                             | —                 | пошкоджено 2 багатоповерхівки та 17 приватних будинків                           | 2/6                                        |
| 18/05        | Дніпропетровська обл., Межова               | Shahed 136        | уражено господарську споруду і приватні будинки                                  | —                                          |
| 18/05        | Сумська обл.                                | —                 | пошкоджено житлові будівлі                                                       | 0/1                                        |
| 19/05        | Херсон                                      | артобстріл        | відомо про обстріл житлових кварталів міста                                      | 1/3                                        |
| 19/05        | Донецька обл.                               | —                 | пошкоджено житлові будинки й авто                                                | 1/3                                        |
| 19/05        | Сумська обл., Шостка                        | Shahed 136        | уражено 4 будинки та інфраструктуру підприємства                                 | 0/1                                        |
| 19/05        | Харківська обл., Купʼянський р-н            | авіаудар          | пошкоджено приватні та багатоквартирні будинки, адмінбудівля, електромережі      | —                                          |
| 19/05        | Донецька обл., Краматорськ                  | авіабомбовий удар | пошкоджено 29 приватних будинків                                                 | 0/3                                        |
| 19/05        | Донецька обл., Костянтинівка                | БпЛА              | удар по території пожежно-рятувальної частини                                    | —                                          |
| 20/05        | Дніпропетровська обл., Павлоградський р-н   | Shahed 136        | понівечене фермерське господарство                                               | —                                          |
| 20/05        | Херсон                                      | БпЛА              | росіяни атакували пасажирський автобус КП ХКТС                                   | 0/5                                        |
| 21/05        | Київська обл., Бориспільський р-н           | Shahed 136        | пошкоджено приватний житловий будинок                                            | 0/5                                        |
| 22/05        | Харківська обл., Куп'янськ-Вузловий         | авіабомбовий удар | росіяни скинули авіабомбу на житловий будинок                                    | 1/4                                        |
| 22/05        | Херсон                                      | артобстріл        | збройні сили РФ здійснили артилерійський обстріл житлових будинків Херсона       | 1/0                                        |
| 22/05        | Херсонська обл., Берислав                   | артобстріл        | відомо про загиблих цивільних внаслідок артобстрілу житлової забудови            | 2/0                                        |
| 22/05        | Київ                                        | Shahed 136        | уламки збитого БпЛА впали на території школи                                     | —                                          |
| 22/05        | Харків                                      | ракетний удар     | пошкоджено вісім приватних будинків                                              | 0/2                                        |
| 22/05        | Харківська обл., Великий Бурлук             | Shahed 136        | руйнування та пожежа в адмінбудівлі                                              | —                                          |
| 22/05        | Запорізька обл., Оріхів                     | БпЛА              | 69-річна жінка поранена внаслідок ворожої атаки по житловій забудові             | 0/1                                        |
| 23/05        | Одеська обл., Одеса                         | ракетний удар     | атаковано портову інфраструктуру                                                 | 3/8                                        |
| 23/05        | Харківська обл., Купʼянськ                  | авіабомбовий удар | атаковано цивільну інфраструктуру                                                | 1/1                                        |
| 23/05        | Херсон                                      | БпЛА              | обстріляно житлову забудову міста                                                | 1/0                                        |
| 23/05        | Івано-Франківська обл., Коломийський р-н    | Shahed 136        | пошкодження будівель і транспортних засобів                                      | —                                          |
| 23/05        | Київська обл., Обухівський р-н              | Shahed 136        | пошкоджено сім приватних будинків, авто, гараж                                   | —                                          |
| 23/05        | Полтавська обл., Кременчуцький р-н          | Shahed 136        | знищено будівлю підприємства, пошкоджено житло                                   | 0/1                                        |
| 23/05        | Одеська обл., Одеський р-н                  | Shahed 136        | пошкоджено приватний будинок                                                     | 0/2                                        |
| 23/05        | Запорізька обл., Гуляйпільський р-н         | артобстріл        | зруйновані приміщення аграрного підприємства                                     | 0/2                                        |
| 24/05        | Донецька обл.                               | —                 | пошкоджено 3 багатоповерхівки та 12 приватних будинків                           | 4/8                                        |
| 24/05        | Херсонська обл.                             | —                 | пошкоджено 3 багатоповерхівки та 12 приватних будинків                           | 2/13                                       |
| 24/05        | Київ                                        | ракетний удар     | у комбінованій атаці пошкоджені житлові будинки та ТРЦ, навчальний заклад, авто  | 0/15                                       |
| 24/05        | Київ                                        | Shahed 136        | у комбінованій атаці пошкоджені житлові будинки та ТРЦ, навчальний заклад, авто  | 0/15                                       |
| 24/05        | Київська обл., Броварський р-н              | Shahed 136        | пошкоджено приватний будинок, авто                                               | 0/2                                        |
| 24/05        | Київська обл., Бориспільський р-н           | Shahed 136        | пошкоджено приватний будинок                                                     | 0/1                                        |
| 25/05        | Київська обл., Долина                       | Shahed 136        | атаковані ангар і склад, уражено освітній заклад                                 | 2/0                                        |
| 25/05        | Київська обл., Макарів                      | Shahed 136        | пожежа та руйнування житлового будинку                                           | 1/1                                        |
| 25/05        | Київська обл., Мархалівка                   | Shahed 136        | атаковані приватні житлові будинки                                               | 1/5                                        |
| 25/05        | Хмельницька обл.                            | ракетний удар     | уражено приватні житлові будинки, навчальний заклад, комунальний транспорт       | 4/5                                        |
| 25/05        | Житомирська обл., Бердичівський р-н         | Shahed 136        | пошкоджено п’ятиповерхівку, приватні будинки та господарчі споруди               | 3/12                                       |
| 25/05        | Миколаїв                                    | Shahed 136        | уражено п'ятиповерховий житловий будинок                                         | 2/5                                        |
| 25/05        | Сумська обл., Кіндратівка                   | артобстріл        | обстріляно житлову забудову села                                                 | 1/1                                        |
| 25/05        | Харків                                      | Shahed 136        | уражено цивільне підприємство, офіси, житло                                      | 0/3                                        |
| 25/05        | Харківська обл., Купʼянськ                  | авіабомбовий удар | авіаудар по житловому будинку                                                    | 2/3                                        |
| 25/05        | Київ                                        | Shahed 136        | пошкоджено житлові будинки                                                       | 0/11                                       |
| 25/05        | Київська обл., Чмирівка                     | Shahed 136        | атаковано приватний житловий будинок                                             | 0/5                                        |
| 25/05        | Дніпропетровська обл., Синельниківський р-н | авіабомбовий удар | пошкоджено приватний будинок, АЗС, підприємство                                  | —                                          |
| 25/05        | Суми                                        | Shahed 136        | атаковано об’єкт харчової промисловості                                          | —                                          |
| 26/05        | Хмельницька обл.                            | Shahed 136        | пошкодження жилових будинків та підприємств                                      | —                                          |
| 26/05        | Київ                                        | Shahed 136        | пошкодження житлових будинків                                                    | —                                          |
| 26/05        | Київська обл., Бориспільський р-н           | Shahed 136        | пошкоджено приватні будинки і господарчі споруди                                 | —                                          |
| 26/05        | Київська обл., Фастівський р-н              | Shahed 136        | пошкоджено один приватний будинок                                                | —                                          |
| 26/05        | Черкаська обл., Уманський р-н               | Shahed 136        | пошкоджено ліцей, котельню та житловий будинок                                   | —                                          |
| 26/05        | Дніпропетровська обл., Кам'янський р-н      | Shahed 136        | пошкоджено житлові будинки та авто                                               | —                                          |
| 26/05        | Запорізька обл., Юрківка                    | артобстріл        | пошкоджені житлові будинки та авто                                               | 0/2                                        |
| 27/05        | Дніпропетровська обл., Самарівський р-н     | Shahed 136        | під ударом був приватний будинок, господарська споруда                           | 0/1                                        |
| 27/05        | Дніпропетровська обл., Синельниківський р-н | Shahed 136        | уражено сільськогосподарське підприємство, приватний будинок, авто               | 0/1                                        |
| 27/05        | Дніпропетровська обл., Нікопольський р-н    | артобстріл, БпЛА  | пошкоджено машину «швидкої допомоги» та легкове авто                             | —                                          |
| 27/05        | Суми                                        | авіабомбовий удар | пошкоджено промислове підприємство, житлові будинки та авто                      | —                                          |
| 28/05        | Донецька обл., Рівне                        | авіаудар          | атаковано житлову забудову                                                       | 1/0                                        |
| 28/05        | Чернігівська обл., Ніжин                    | ракетний удар     | пошкоджене аграрне підприємство                                                  | 0/1                                        |
| 28/05        | Кіровоградська обл., Світловодськ           | Shahed 136        | атаковане промислове підприємство та житлові будинки                             | 0/3                                        |
| 28/05        | Миколаївська обл., Василівка                | Shahed 136        | пошкоджено одну нежитлову будівлю, два житлових будинки та ЛЕП                   | —                                          |
| 28/05        | Миколаївська обл., Лупареве                 | БпЛА              | пошкоджено два приватні будинки та три авто                                      | 0/1                                        |
| 28/05        | Миколаївська обл., Очаків                   | ракетний удар     | пошкоджено рекреаційний об'єкт                                                   | —                                          |
| 28/05        | Харківська обл., Васищеве                   | Shahed 136        | атакована житлова забудова села                                                  | 0/4                                        |
| 28/05        | Харківська обл., Есхар                      | Shahed 136        | атакована житлова забудова села                                                  | 0/4                                        |
| 28/05        | Донецька обл., Слов'янськ                   | артобстріл, БпЛА  | пошкоджено вікна в будівлі вокзалу, рухомий склад залізниці                      | —                                          |
| 29/05        | Миколаївська обл., Горохівське              | ракетний удар     | обстріл фермерського господарства                                                | 1/4                                        |
| 29/05        | Сумська обл., Білопілля                     | Shahed 136        | уражено фермерське господарство, цивільну інфраструктуру та житлові будинки      | 1/1                                        |
| 29/05        | Запорізька обл., Верхня Терса               | авіабомбовий удар | зруйновані та пошкоджені житлові будинки                                         | 1/1                                        |
| 29/05        | Херсонська обл., Берислав                   | БпЛА              | внаслідок скидання вибухівки з дрона на цивільну забудову загинули цивільні      | 2/0                                        |
| 29/05        | Дніпропетровська обл., Новопавлівка         | авіабомбовий удар | зруйновано приватний будинок та ще два пошкоджено                                | 0/2                                        |
| 29/05        | Дніпропетровська обл., Нікопольський р-н    | БпЛА              | пошкоджені 3 приватні будинки і 30 сонячних панелей                              | 0/1                                        |
| 29/05        | Сумська обл., Верхня Сироватка              | Shahed 136        | пошкоджено цивільну інфраструктуру                                               | —                                          |
| 29/05        | Сумська обл., Недригайлів                   | Shahed 136        | атаковано склади з сільськогосподарською технікою                                | —                                          |
| 29/05        | Сумська обл., Річки                         | Shahed 136        | знищено приватний будинок                                                        | —                                          |
| 29/05        | Запорізька обл., Приморське                 | БпЛА              | атакована автівка цивільних мешканців                                            | 0/2                                        |
| 29/05        | Донецька обл., Слов'янськ                   | Shahed 136        | пошкоджено близько десятка житлових будинків                                     | 0/1                                        |
| 30/05        | Донецька обл., Покровськ                    | артобстріл, БпЛА  | відомо про загиблих цивільних від обстрілів житлової забудови                    | 3/0                                        |
| 30/05        | Одеська обл., Ізмаїл                        | Shahed 136        | атаковане відділення Нової Пошти, вантажні авто                                  | —                                          |
| 30/05        | Харків                                      | Shahed 136        | удар по тролейбусному депо                                                       | 0/2                                        |
| 30/05        | Харківська обл., Василів Хутір              | Shahed 136        | атакована цивільна забудова села                                                 | 0/8                                        |
| 30/05        | Харківська обл., Васищеве                   | ракетний удар     | пошкоджено вісім приватних домоволодінь                                          | 0/2                                        |
| 30/05        | Сумська обл.                                | БпЛА              | відомо про атаки житлової забудови та постраждалих цивільних                     | 0/2                                        |
| 30/05        | Донецька обл., Білозерське                  | Shahed 136        | удар безпілотником по житловій багатоповерхівці                                  | 0/2                                        |
| 30/05        | Донецька обл., Костянтинівка                | БпЛА              | від атаки дронами було знищено автозаправний комплекс мережі ОККО                | —                                          |
| 31/05        | Запорізька обл., Пологівський р-н           | авіабомбовий удар | атаковано приватні житлові будинки, автівки та господарчі споруди                | 1/1                                        |
| 31/05        | Донецька обл., Родинське                    | авіабомбовий удар | пошкоджено 3 багатоповерхових житлових будинки                                   | 1/0                                        |
| 31/05        | Херсон                                      | артобстріл        | внаслідок російського обстрілу житлової забудови міста загинув цивільний         | 1/0                                        |
| 31/05        | Сумська обл., Недригайлів                   | БпЛА              | безпілотників влучив у автомобіль, який розвозив хліб                            | 0/1                                        |
| 31/05        | Сумська обл., Олексіївка                    | авіабомбовий удар | атаковано сільськогосподарські ангари та приміщення                              | —                                          |
| 31/05        | Сумська обл., Охтирський р-н                | Shahed 136        | уражені приміщення сільгосп підприємств, транспорт                               | —                                          |
| 31/05        | Сумська обл.,Роменський р-н                 | Shahed 136        | спалахнули господарські будівлі                                                  | —                                          |
| 31/05        | Харківська обл., Безлюдівка                 | авіабомбовий удар | пошкоджено понад 10 приватних домоволодінь                                       | 0/2                                        |
| 31/05        | Харківська обл., Васищеве                   | авіабомбовий удар | пошкоджено будівлі та складські приміщення приватного підприємства               | 0/3                                        |
| 31/05        | Запорізька обл., Верхня Терса               | авіабомбовий удар | пошкоджені житлові будівлі                                                       | 0/2                                        |
| 31/05        | Донецька обл., Словʼянськ                   | авіабомбовий удар | пошкоджено понад 30 приватних житлових будинків, авто                            | 0/2                                        |